# Fredys Arrieta
Fredys Enrique Arrieta Fontalvo (Barranquilla, Colombia, el 20 de agosto de 1985) es un futbolista profesional colombiano, nacionalizado venezolano. Se desempeña en el terreno de juego como delantero, y su actual equipo es el Nueva Concepción de la Liga Nacional de Guatemala.

## Clubes
| Club                   | País                 | Año                 | Partidos | Goles |
| ---------------------- | -------------------- | ------------------- | -------- | ----- |
| Junior                 | Colombia             | 2004 - 2005         | 15       | 5     |
| Barranquilla FC        | Colombia             | 2006                | 27       | 21    |
| Envigado FC            | Colombia             | 2007                | 14       | 5     |
| Zulia                  | Venezuela            | 2008 - 2010         | 72       | 26    |
| Junior                 | Colombia             | 2011 - 2012         | 18       | 2     |
| Atlético Huila         | Colombia             | 2012                | 13       | 5     |
| Jaguares de Córdoba    | Colombia             | 2013                | 19       | 7     |
| Trujillanos            | Venezuela            | 2014                | 36       | 18    |
| Deportivo La Guaira    | Venezuela            | 2015 - 2016         | 75       | 23    |
| Caracas                | Venezuela            | 2017                | 15       | 2     |
| Atlético San Francisco | República Dominicana | 2018                | 22       | 18    |
| Universidad O&M        | República Dominicana | 2019                |          |       |
| Moca                   | República Dominicana | 2020                |          |       |
| Atlético San Cristóbal | República Dominicana | 2021                |          |       |
| Nueva Concepción       | Guatemala            | 2021 - Act.         |          |       |
| Total en su carrera    | Total en su carrera  | Total en su carrera | 320      | 127   |

## Palmarés

### Campeonatos nacionales
| Título              | Club                | País      | Año     |
| ------------------- | ------------------- | --------- | ------- |
| Copa Venezuela      | Deportivo La Guaira | Venezuela | 2015/16 |
| Categoría Primera A | Junior              | Colombia  | 2011    |

### Distinciones individuales
| Distinción                                                     | Año  |
| -------------------------------------------------------------- | ---- |
| Segundo goleador de la Segunda División de Colombia (21 goles) | 2006 |
| Goleador de la Liga Dominicana de Fútbol (18 goles)            | 2018 |